# Strymon (byzantinisches Thema)
Das Thema Strymon (altgriechisch θέμα Στρυμόνος) war ein byzantinisches Thema, dessen Hauptstadt Serres war. Nach seinem Entstehen im 9. Jahrhundert durchlebte es eine wechselvolle Zeit, in der es regelmäßig mit anderen Themen zusammengelegt und wieder getrennt wurde.

## Lage

Byzantinische Themen auf dem Balkan um 1045

Das Thema umfasste das Gebiet zwischen dem Strymon und Nestos, den Rhodopen im Norden und der Ägäis im Süden. Das Gebiet war strategisch wichtig, weil es die Gebirgspässe zum slawisch dominierten Inneren der Balkanhalbinsel bewachte und weil es von der wichtigen Via Egnatia durchkreuzt wurde, die das byzantinische Thrakien mit Thessalonike verband, der zweitgrößten Stadt des Byzantinischen Reiches. Ab dem späten 7. Jahrhundert wurde das Gebiet hauptsächlich von Slawen besiedelt, die bis zum 11. Jahrhundert die Bevölkerungsmehrheit stellten. Die wichtigsten Städte des Themas waren Serres, Philippi, Christoupolis und Chrysopolis, es könnte ursprünglich auch die Städte Xanthi und Mosynopolis östlich des Strymon umfasst haben.

## Geschichte
Im 8. Jahrhundert war Strymon eine Kleisoura des Themas von Makedonien. Das genaue Datum seiner Erhebung zum eigenständigen Thema ist unbekannt, liegt aber wahrscheinlich in der ersten Hälfte des 9. Jahrhunderts. Eine Passage im Werk des Theophanes von 809 könnte die Existenz des Themas schon zu diesem Zeitpunkt bedeuten, es findet sich dazu aber kein Hinweis im Taktikon Uspensky von 842. Der  Strategos von Strymon erscheint erstmals 899 im Kletorologion, es sind aber eine Reihe von Siegeln mit den Titeln Archontes und Strategoi von Strymon aus der zweiten Hälfte des 9. Jahrhunderts bekannt. Gleichzeitig wurde der Bischof von Serres zur selben Zeit zum Erzbischof erhoben, was auf die Erhebung von Serres zur Themenhauptstadt hinweisen könnte.
Im 10. Jahrhundert war das Thema in zwei Teile unterteilt: das eigentliche (alte) Strymon „Chryseuba“ oder „Chrysaba“ (griechisch Χρυσεύβα/Χρυσάβα) und „Neu-Strymon“ (griechisch Νέος Στρυμών). Letzteres ist uns nur durch das Taktikon Oikonomides von etwa 975 erhalten. Es bestand entweder aus dem Ostteil des alten Themas östlich des Nestos, oder um ein Gebiet im Norden des Flusses Strymon, dass nach  Kaiser Johannes Tzimiskes (regierte 969–976) Eroberung von Bulgarien 971 an das Reich gefallen war. Gegen Ende des 10. Jahrhunderts wurde das Thema von Strymon offenbar mit dem Thema von Thessalonike vereinigt.
Das Thema existierte bis zur Auflösung des Byzantinischen Reiches nach dem Vierten Kreuzzug, worauf es Teil des kurzlebigen Königreichs von Thessalonike wurde. Im Jahr 1246 wurde das Thema wiederhergestellt, nachdem das Gebiet vom nikäischen Kaiser Johannes III. zurückerobert worden war. Im 14. Jahrhundert wurde es abermals mit dem Thema von Thessalonike vereinigt, es erscheint auch als Thema von "Serres und Strymon". Endgültig wurde das Thema nach einer kurzzeitigen serbischen Eroberung während eines byzantinischen Bürgerkriegs aufgelöst.